# Appareil cardiovasculaire
L'appareil cardiovasculaire, appareil circulatoire ou système sanguin, est un système circulatoire en circuit fermé qui assure le transport du sang du cœur vers les extrémités et les divers organes et, en retour, de ceux-ci vers le cœur. Il est constitué du cœur et des vaisseaux sanguins qui forment le système vasculaire, les vaisseaux lymphatiques qui composent le système lymphatique lui étant parfois associé.
La circulation du sang permet le transport et l'échange interne d'une grande variété de substances biochimiques. Elle permet d'acheminer des nutriments, du dioxygène et des hormones aux cellules de l'organisme. Ces éléments proviennent du tube digestif, des poumons et des glandes endocrines. Le système cardiovasculaire assure également la collecte des déchets métaboliques des cellules, comme le dioxyde de carbone ou l'urée, acheminés vers les poumons, le foie et les reins. Enfin, il participe à la régulation de nombreux facteurs, tels que le taux de sucre.

## Historique de sa découverte

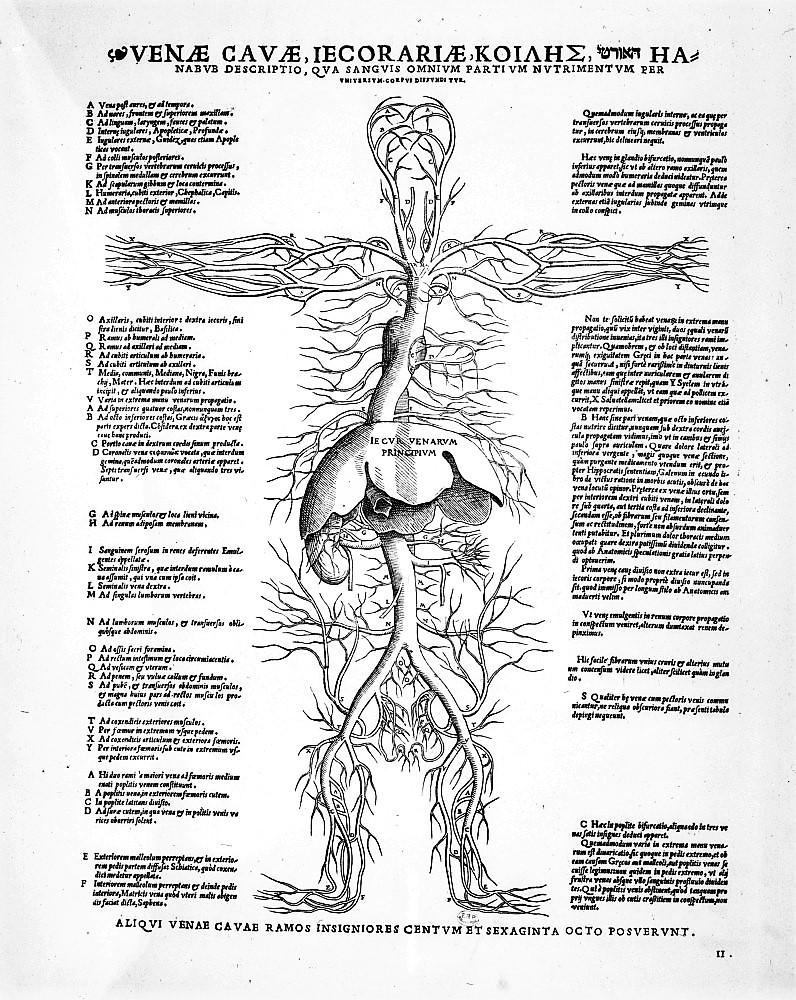
« Venae cavae », Tabulae anatomicae de Vésale.

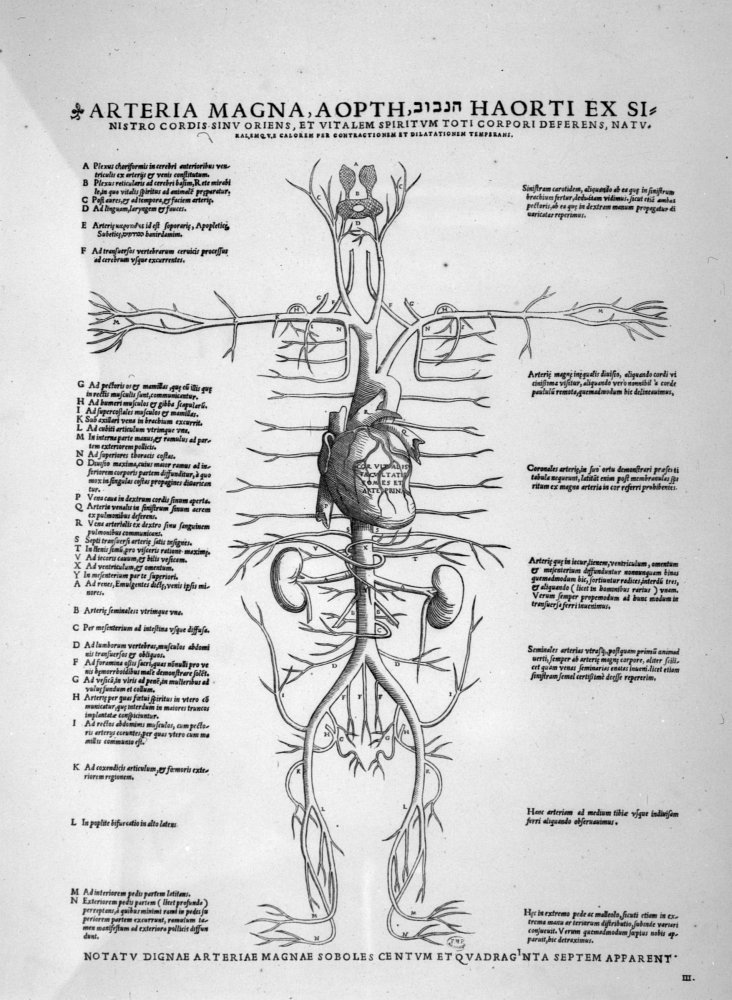
« Arteria magna », Tabulae anatomicae.

La relation entre le saignement et la mort a sans doute été mise en évidence très tôt dans l'histoire de l'humanité.
Les Égyptiens avaient identifié le sang comme source de vie et siège de l'âme.
Les dissections pratiquées par les médecins grecs de Cos au Ve siècle av. J.-C., dans la lignée d'Hippocrate, sur des animaux égorgés induisent des erreurs de représentation : les artères sont retrouvées vides, on pense donc qu'elles transportent de l'air, tandis que le foie et la rate sont gorgés de sang, ces deux organes sont donc considérés comme des éléments importants du transport du sang. Hérophile, médecin d'Alexandrie du IVe siècle av. J.-C., décrivit le premier la palpation du pouls. C'est à Erasistrate de Keos (320–250 av. J.-C.) que l'on doit la première description des valves veineuses.
Galien (131-201) fait une description précise du réseau de veines et d'artères à partir de dissection de porcs, mais interprète faussement le rôle des organes. Selon lui, le sang est créé dans le foie à partir des aliments, il circule par les veines et va d'une part vers les poumons pour se mélanger à de l'air, d'autre part passe du ventricule droit au ventricule gauche par la paroi poreuse où il prélève la chaleur qu'il redistribue dans le corps ; arrivé aux extrémités du corps, le sang est consommé et ressort sous forme de transpiration.
Les médecins musulmans traduisent les traités de médecine égyptiens découverts lors de l'invasion de l'Égypte au VIIe siècle, dont le traité de Galien sur la circulation (traduit par Averroès). À partir du Xe siècle, ils décrivent de nombreuses maladies cardiovasculaires (thrombose et collapsus pour Avicenne, péricardite pour Avenzoar). Ibn Al-Nafis, le père de la physiologie fait partie des autres précurseurs de la dissection humaine. En 1242 il a été le premier à décrire la circulation pulmonaire, les artères coronaires et la circulation capillaire qui forment la base du système circulatoire. L'œuvre d'Ibn Al-Nafis restera ignorée jusqu'en 1924 lorsque le Dr Al-Tatawi, médecin égyptien résidant en Allemagne, retrouve la traduction d'Andrea Alpago dans la Bibliothèque nationale de Berlin.
En 1543, Andreas Vesalius publie ses travaux De humani corporis fabrica, dans lesquels la théorie physiologique de Galien fut adaptée à ses nouvelles observations.
Cette théorie de Galien sur la Physiologie du Système circulatoire est bouleversée en 1551 quand Amato Lusitano (João Rodrigues de Castelo Branco, 1511-1568), médecin marrane portugais fuyant l'Inquisition en Italie, décrit la circulation du sang dans son ouvrage de sept volumes Curationum Medicinalium Centuriæ Septem en 1551 (la 1re édition) et pour la première fois, constate que les veines ont des valvules qui obligent le sang à retourner vers le cœur,. Cette découverte renverse ce qui était admis depuis Galien qui disait que le sang sortait du cœur par les artères et les veines et n'y retournait pas.
Au XVIe siècle, Michel Servet (espagnol) décrit la circulation pulmonaire, d'abord en 1546,, puis publié en 1553. Ce fait est resté ignoré, car il a été publié dans un traité de théologie considéré comme hérétique, et dont l'édition a été détruite. On ne connait que trois exemplaires, conservés respectivement à Édimbourg, Paris et Vienne.
L'italien Realdo Colombo est un des premiers à décrire parfaitement la circulation pulmonaire. C'est Andrea Cesalpino (1519-1603) qui utilise le premier le terme de « circulation » et qui en attribue le rôle au cœur, alors que l'on pensait jusqu'ici que le mouvement du sang dépendait de la pulsation des artères. 
Finalement William Harvey (1578-1657), élève de Fabrice d'Acquapendente (1537-1619), fait la première description complète du système circulatoire, dans son ouvrage Exercitatio Anatomica de Motu Cordis et Sanguinis in Animalibus de 1628. Il décrit notamment le sens de circulation et le rôle exact des valvules veineuses, et établit que la circulation est importante (plusieurs litres par minute) alors qu'on la croyait au goutte-à-goutte. L'idée première en reviendrait à Walter Warner. Marcello Malpighi identifie pour la première fois les capillaires au microscope en 1661.
L'idée du cœur comme pompe et moteur de la circulation sanguine a encore été mise en doute à l'époque contemporaine, notamment par le cardiologue Leon Manteuffel-Szoege.

## Principes
L'appareil cardiovasculaire a pour fonction d'apporter aux différentes cellules les nutriments et le dioxygène dont elles ont besoin et d'éliminer leurs déchets comme le dioxyde de carbone. Cette circulation continue fonctionne grâce à des vaisseaux sanguins et une pompe : le cœur. On appelle artères les vaisseaux apportant le sang du cœur vers les tissus tandis que les veines apportent le sang des tissus vers le cœur.

### Grande et petite circulations

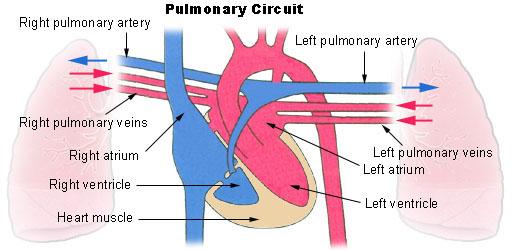
Diagramme de la petite circulation.

On distingue la circulation systémique (grande circulation), dont le rôle est de recharger les muscles et organes en dioxygène et en nutriments et la circulation pulmonaire (petite circulation) dont le rôle est d'assurer la ré-oxygénation du sang par les poumons et l'élimination par ceux-ci du dioxyde de carbone (hématose).
Dans la grande circulation, le ventricule gauche du cœur expulse le sang via l'artère aorte vers les capillaires des différents organes où s'effectuent divers échanges. L'aorte est une artère élastique et épaisse capable de résister aux hautes pressions lors de la contraction cardiaque. Son élasticité contribue à la restitution d'un débit continu alors que les contractions cardiaques sont discontinues. Le sang est ensuite ramené au cœur droit via les veines caves supérieure et inférieure.
Dans la petite circulation, le ventricule droit du cœur propulse le sang via l'artère pulmonaire vers les poumons. Le ventricule droit est moins épais que le gauche car il doit seulement assurer la vascularisation d'une partie restreinte du corps.
Ainsi, dans la circulation systémique, les artères apportent du sang oxygéné aux tissus et les veines ramènent du sang appauvri en oxygène vers le cœur ; dans la circulation pulmonaire, les artères pulmonaires transportent du sang pauvre en dioxygène et les veines pulmonaires du sang riche en dioxygène.

### Retour veineux

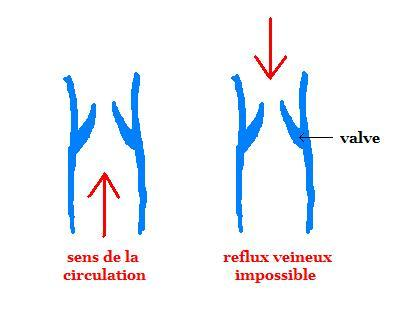
Système de valve veineuse.

Les veines profondes et superficielles sont équipées de valvules. Ces « clapets », disposés tous les quatre à cinq centimètres, imposent un sens unique de circulation du sang, et empêchent le reflux.
L'aspiration du sang des pieds vers le cœur est le résultat de plusieurs mécanismes. Ainsi, la compression de la voûte plantaire, la contraction des muscles des mollets et des cuisses chassent le sang vers le haut. Les mouvements respiratoires facilitent également le travail en diminuant la pression au sein du thorax lors de chaque inspiration. C'est pourquoi la marche et l'exercice physique permettent de limiter les risques d'insuffisance veineuse.

## Anatomie comparée

### Spongiaires
Les éponges, qui appartiennent à l'embranchement des spongiaires ou porifères, n'ont pas de véritables tissus ni d'organes, elles sont également dépourvues de système vasculaire. Le corps d'une éponge ressemble à un sac percé de pores, d'où le nom Porifera (« qui portent des pores », du latin pori, « pores », et -fera, « qui portent »). Grâce à ces pores inhalants, l'eau peut pénétrer à l'intérieur d'une cavité centrale nommé spongocèle. L'eau ressort ensuite par une ouverture plus grande appelée oscule. Les éponges sont caractérisées par la présence des choanocytes. Le choanocyte est une cellule qui est dotée d'une collerette et d'un flagelle qui assure la circulation de l'eau et l'absorption des particules nutritives dans la cavité centrale des spongiaires.

### Cnidaires
Les cnidaires sont dépourvus de système vasculaire. Ils ont l'aspect d'un sac renfermant un compartiment digestif central appelé la cavité gastrovasculaire (qui a rapport aux vaisseaux et à l'estomac). La cavité gastrovasculaire est une innovation évolutive par rapport aux éponges. Cette cavité a une seule ouverture servant à la fois de bouche et d'anus. En fait les cnidaires dépendent principalement de la diffusion pour obtenir l'oxygène dont ils ont besoin, car leur corps est formé de deux couches de cellules, l'une étant à l'extérieur appelé épiderme et l'autre étant enveloppé sur la cavité gastrovasculaire appelé gastroderme. Le contenu de la cavité gastrovasculaire doit être renouvelé en gaz et en nutriments. Pour ce faire l'organisme va « aspirer » les éléments puis les « recracher » à travers la membrane.

### Plathelminthes ou vers plats
Les plathelminthes sont dépourvus de système circulatoire. Contrairement aux animaux radiaires, les vers plats et les autres bilatériens sont triploblastiques. L'un des feuillets embryonnaires, le mésoderme permet la formation d'organes plus complexes, de systèmes d'organes et de vrais muscles. Cependant ils n'ont pas de cavité générale interne, autrement dit de cœlome. Les échanges se font par diffusion. Cette diffusion se fait grâce aux déplacements de l'animal qui agite les fluides interstitiels. Par contre, il existe des cellules spécialisées qui forment l'appareil excréteur.

### Nématodes ou vers ronds
Le corps cylindrique des nématodes n'est pas segmenté. Les vers ronds sont revêtus d'un exosquelette appelé cuticule. Ils possèdent un tube digestif complet mais pas de système cardiovasculaire. Le liquide qui circule dans leur pseudocélome (cavité corporelle recouverte de mésoderme) apporte des nutriments à toutes les cellules du corps. La respiration se fait par diffusion au travers de pores qui percent la cuticule imperméable.

### Annélides
Les annélides tels le lombric possèdent un système circulatoire fermé ; la circulation sanguine est assurée par la contractilité de certains vaisseaux et par des « cœurs » comportant des valvules et une seule cavité.

### Mollusques
Les mollusques ont généralement un appareil circulatoire ouvert avec un cœur constitué de deux oreillettes et d'un ventricule. Le liquide permettant le transport des gaz respiratoires est appelé hémolymphe. Le pigment respiratoire qu'il contient, l'hémocyanine n'est pas contenu dans des cellules sanguines mais circule librement dans le liquide. Il porte deux cations cuivreux Cu+ permettant le transport de l'O2. L'hémocyanine libre est incolore tandis que la forme lié à l'O2 (Cu2+) est bleue.
Parmi les mollusques, les céphalopodes ont acquis un système circulatoire clos.

### Chordés

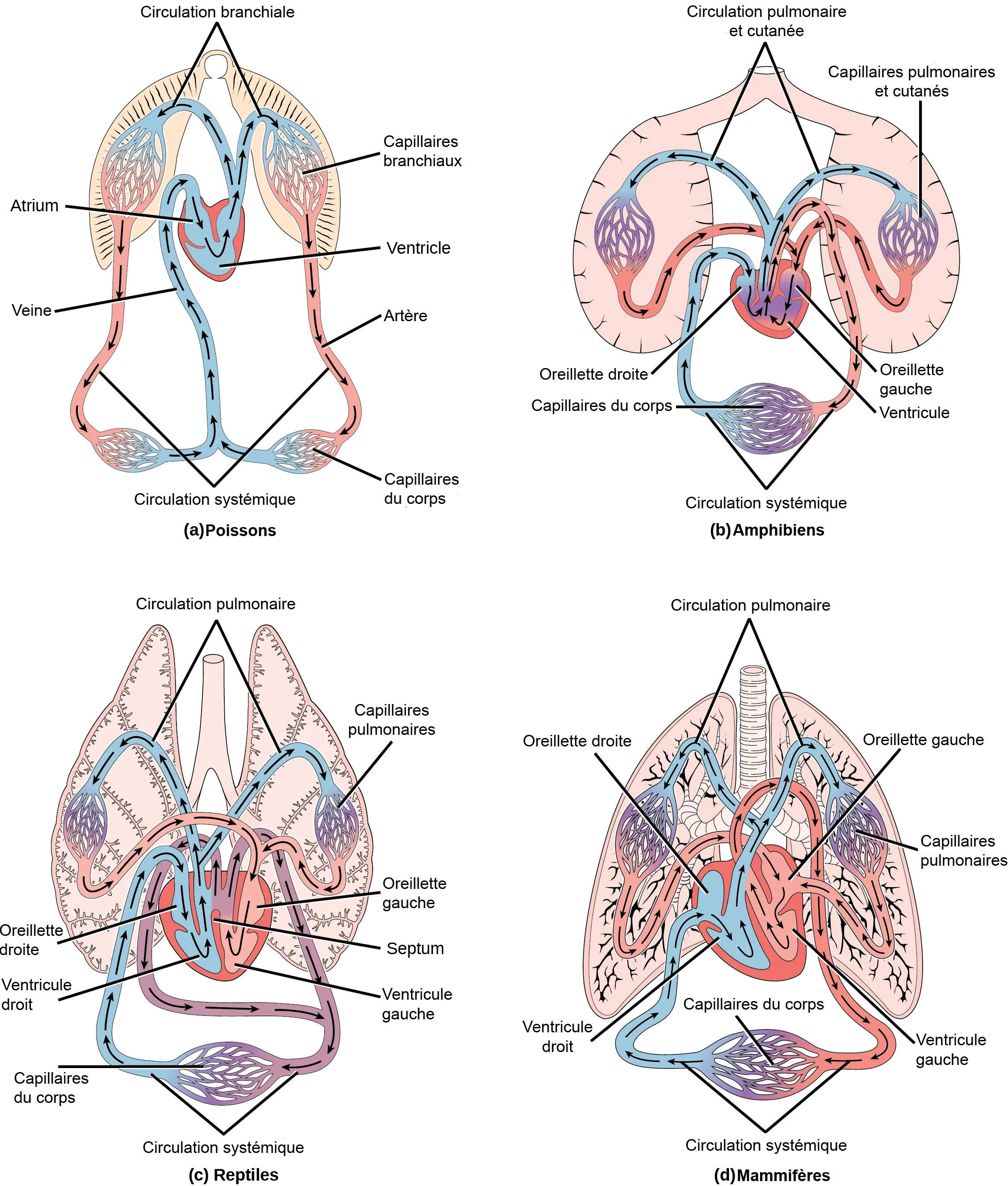
Comparaison des appareils cardiovasculaires des poissons, amphibiens, reptiles et mammifères

#### Poissons
Le cœur des poissons est constitué d'une oreillette et d'un ventricule disposés en série. Le sang traverse deux lits capillaires, un dans les branchies pour échanger les gaz (capillaires branchiaux) et l'autre dans le restant du corps (capillaires systémiques).

#### Amphibiens
La circulation sanguine des amphibiens est close, avec un cœur possédant deux oreillettes et un ventricule. De ce fait, il se produit un mélange entre le sang oxygéné et le sang désoxygéné.

#### Reptiles
La circulation sanguine de beaucoup de reptiles est double, composée d'un petit circuit capturant l'oxygène au niveau pulmonaire, puis d'un grand circuit le distribuant à l'ensemble des organes. Elle est incomplète ; le cœur, n'étant pas totalement cloisonné, permet un mélange entre le sang artériel oxygéné et le sang veineux riche en dioxyde de carbone (sauf chez les crocodiles qui possèdent une circulation complète). Les reptiles ont une circulation double, incomplète et fermée. Ils ont aussi deux oreillettes et un ventricule.

#### Mammifères et oiseaux
La circulation sanguine chez les oiseaux et les mammifères (dont l'humain) est assurée par un cœur ayant deux oreillettes et deux ventricules, ce qui permet alors une séparation entre le sang oxygéné et le sang désoxygéné. La circulation des mammifères est identique à celle de l'humain.

## Maladies cardiovasculaires et accidents
- Vascularite
- Insuffisance veineuse

### Accident vasculaire cérébral (AVC)
L'accident vasculaire cérébral, plus communément appelé AVC, est une affection due à un problème vasculaire qui est à l'origine d'une mauvaise alimentation en sang du cerveau. Il existe deux types d'AVC :
- l'AVC ischémique provoqué par un caillot qui obstrue une artère du cerveau stoppant ainsi son approvisionnement sanguin ;
- l'AVC hémorragique[16] provoqué par une rupture de l’artère due à une hypertension artérielle.